# Xatrac de la Xina
El Xatrac de la Xina (Thalasseus bernsteini) és un ocell marí de la família dels làrids (Laridae). Sobreviu en petit nombre a la costa de la província de Fujian, a la Xina, passant l'hivern a les Filipines.